# Naoki Takahashi
Naoki Takahashi (高橋 直樹?, Takahashi Naoki; Prefettura di Fukuoka, 8 agosto 1976) è un ex calciatore giapponese, di ruolo difensore.